# Десятилетняя война
Десятилетняя война (исп. Guerra de los Diez Años), в Испании более известна как Кубинская война (исп. Guerra de Cuba), в то время как на самой Кубе она иногда именуется как Великая война (исп. Guerra Grande) или Война 68-го (исп. Guerra del 68) — первая из трёх войн за независимость Кубы от Испании. Началась 10 октября 1868 года, когда сахарный промышленник Карлос Мануэль де Сеспедес и его сторонники провозгласили независимость Кубы от Испании, и продолжалась до 1878 года. Война закончилась поражением сторонников независимости. За ней последовали Малая война (1879—1880) и Война за независимость Кубы (1895—1898), перешедшая в Испано-американскую войну.

## Предпосылки
В 1857—1866 годах Куба находилась в экономическом кризисе. Особенно сильно пострадала менее развитая восточная часть острова. Колониальная испанская администрация продолжала получать высокие доходы, несмотря на кризис, но не инвестировала их в экономику острова, а тратила на военные (44 %) и правительственные (41 %) расходы, и посылала большие суммы (12 %) в Испанию и на Фернандо-По (Испанская Гвинея). Испанцы составляли 8 % населения Кубы и владели 90 % богатств острова. Метрополия установила строгий контроль над кубинской торговлей, что лишь усугубляло последствия кризиса. Экономика острова существенно зависела и от работорговли. Большинство населения не имело никаких политических прав и свобод, в частности, кубинцы не имели права занимать какие-либо государственные посты, что приводило к созданию подпольных организаций. Политические партии были вне закона. Кроме того, в 1868 году в Испании произошла революция, стимулировавшая антиколониальные и антирабовладельческие движения на Кубе. В 1865 году во второй раз получила независимость от Испании Доминиканская республика, и это событие получило огромный резонанс на Кубе.
В июле 1867 года был основан «Революционный комитет Байямо», который возглавлял один из богатейших плантаторов острова, Франсиско Висенте Агилера. Заговор быстро распространился по восточной Кубе, и в Мансанильо в него вошёл сахарозаводчик Карлос Мануэль де Сеспедес, впоследствии ставший ключевой фигурой войны. Власти попытались склонить Сеспедеса к сотрудничеству, арестовав его сына Оскара. Он отказался от переговоров, и его сын был казнён.

## Течение войны

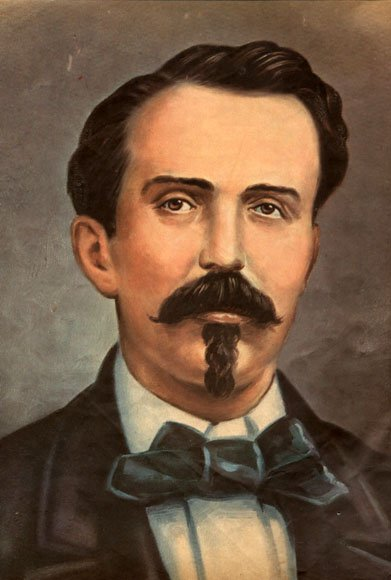
Карлос Мануэль де Сеспедес

Война началась утром 10 октября 1868 года, когда Карлос Мануэль де Сеспедес освободил своих рабов и написал Декларацию независимости (известна также как «Манифест 10 октября»). В независимой Кубе этот день отмечается как национальный праздник «Grito de Yara» (исп.).
11 октября повстанцы атаковали соседний город Яра, но потерпели жестокое поражение. Сеспедесу удалось спастись лишь с 12 союзниками. Тем не менее, восстание после этого получило поддержку на востоке Кубы. Уже 13 октября восставшие взяли 8 городов, а к концу октября к восстанию присоединились 12 тысяч человек. Максимо Гомес, бывший кавалерист испанской армии, родом из Доминиканской Республики, обучил восставших тактике боя мачете, затем постоянно применявшейся в этой и последующих войнах за независимость. 26 октября в бою при Пино-де-Байре мамбисес впервые применили эту тактику, уничтожив около 200 испанских солдат.
В октябре восставшие взяли крупный город Байямо, что вызвало подъём патриотических чувств. Поэт Педро Фигередо написал национальный гимн Кубы («Байямеса»). Было сформировано национальное правительство, которое возглавил Сеспедес. 12 января 1869 года испанские войска отбили Байямо, в результате город был полностью разрушен.
Война развивалась на востоке острова. 4 ноября 1868 года был взят Камагуэй. Западные же провинции, Пинар-дель-Рио, Гавана, Матансас, за редкими исключениями, в войне не участвовали. После ряда поражений Сеспедес заменил Гомеса во главе армии на американского генерала Томаса Джордана. Последний применил регулярную тактику, но выяснилось, что она, хотя и достаточно эффективна, оставляет семьи повстанцев беззащитными перед испанскими войсками. Тогда Гомес снова возглавил командование армией.
10 апреля 1869 года в городе Камагуэй прошло Конституционное собрание, в котором приняли участие представители областей, контролируемых восставшими. Было решено, что гражданская власть должна быть отделена от военного командования. Карлос Мануэль де Сеспедес был избран президентом Собрания, а авторы предложенной Конституции, генерал Игнасио Аграмонте-и-Лойнас и Антонио Самбрана — секретарями. После завершения работы Собрания в городе начала работу Палата представителей, объявившая себя верховной властью Кубы. Его председателем был избран Сальвадор Сиснерос. 12 апреля Сеспедес был избран президентом Кубы, генерал Мануэль де Кесада — командующим вооружёнными силами.
После того, как колониальные власти не смогли договориться с восставшими, в начале 1869 года они начали войну на истребление. Были приняты законы, по которым лидеры восстания и их пособники могли быть казнены на месте; все находящиеся на кораблях с оружием подвергались казни; мужчины старше 15 лет, задержанные вне их места жительства без подтверждающих документов, могли быть казнены на месте, женщины сосланы в города; города, отказывающиеся сдаться испанской армии, должны быть разрушены. В одном случае восемь студентов Гаванского университета были расстреляны 27 ноября 1871 года. В другом 53 человека были расстреляны после задержания парохода «Virginius» 31 октября 1873 года в экстерриториальных водах.
Мамбисы вели партизанскую войну, и их усилия увенчались гораздо большим успехом в восточной части острова, чем в западной, отчасти из-за нехватки припасов. Игнасио Аграмонте погиб под градом пуль 11 мая 1873 года. Его командование центральными войсками принял Максимо Гомес. Из-за политических и личных разногласий и смерти Аграмонтеса Сеспедес был свергнут с поста президента парламентом и заменен Сиснеросом. Позже Сеспедес был убит испанским патрулем 27 февраля 1874 года. Новое кубинское правительство предоставило ему только одного телохранителя и отклонило его просьбу покинуть Кубу, чтобы Соединенные Штаты подготовили и отправили военную поддержку Кубе.
После 1873 года действия повстанцев были ограничены провинциями Камагуэй и Орьенте. В 1875 году Гомес предпринял поход в западные провинции Кубы, но подавляющее большинство рабов и богатых производителей сахара не присоединились к восстанию. После того, как его ближайший генерал, американец Генри Рив, был убит в 1876 году, вторжение закончилось. Одновременно, после окончания гражданской войны в Испании новые войска прибыли из метрополии на Кубу, их численность была доведена до 250 тысяч человек. Ни одна из сторон не была в состоянии обеспечить немедленную победу в войне, но перспективы Испании были явно лучше.

## Международная реакция
Борьба кубинцев вызвала сочувствие в других стран. Сальвадор и Гватемала признали Кубу воюющей стороной. Большой международный скандал вызвал инцидент с пароходом «Вирджиниус», который под американским флагом вёз повстанцам оружие, а также кубинских патриотов. В ноябре 1873 года судно было задержано в нейтральных водах у берегов Ямайки испанским военным кораблём. Хотя груз успели выбросить в море, пароход отконвоировали в Сантьяго-де-Куба, где после военного суда были расстреляны 53 человека (члены экипажа и пассажиры, в том числе кубинские патриоты, 16 англичан и американцы, включая капитана судна Джозефа Фрая). Разразился большой дипломатический скандал между США, Испанией и Англией. Однако его удалось урегулировать — в декабре 1873 года пароход был возвращён, уцелевшие граждане США отпущены, а в 1875 году правительство Испании согласилось выплатить 80 тыс. долларов компенсации родственникам казнённых американцев.

## Окончание войны
С начала войны произошло глубокое разделение борцов за независимость и их организаций, что стало очевидным после собрания (ассамблеи) в Гуаймаро со свержением Сеспедеса и Кесады в 1873 году. Испанцы умели использовать региональные настроения и страхи, например, что рабы из Матансаса могут разрушить неустойчивый баланс между черными и белыми. Испанцы изменили свою политику в отношении мамбисов, предложив им амнистию. Мамбисы не смогли победить по разным причинам. Не хватало организации и ресурсов. Белое население, как правило, было менее вовлечено в борьбу, имел место внутренний расистский саботаж (против целей Антонио Масео и Освободительной армии). Война не распространилась на западные провинции (например, Гавану), и, что не менее важно, правительство США также выступили против кубинской независимости. США продавали оружие испанским войскам, но не кубинским повстанцам.
Томас Эстрада Пальма, будущий первый президент независимой Кубы, заменил Сиснероса на посту президента. 19 октября 1877 года он был взят в плен испанскими войсками. 8 февраля 1878 года органы власти сражающейся Кубы были распущены, и начались переговоры с колониальными властями в Санхоне. 10 февраля 1878 года сторонами был подписан Санхонский договор. Война формально была окончена 28 мая 1878 года, после того, как части восставших в Лос-Мангос-де-Барагуа, возглавляемые Антонио Масео, прекратили сопротивление из-за его бессмысленности. Многие участники войны стали центральными фигурами двух следующих войн за независимость Кубы.
Санхонский договор  позволил провести на острове реформы, целью которых было улучшить финансовое положение Кубы. Все рабы, сражавшиеся против Испании, были освобождены. После этого рабовладение было окончательно отменено законом в 1880 году. Рабы должны были работать на своих бывших хозяев ещё некоторое время, но хозяева были обязаны платить за труд.
Предположительно, за время войны погибли около 200 тысяч человек. Экономике острова был нанесён существенный ущерб. Война также опустошила кофейную промышленность страны, а американские тарифы нанесли серьезный ущерб экспорту Кубы.